# Legendary Weapons
Legendary Weapons – kompilacyjny album amerykańskiej grupy hip-hopowej Wu-Tang Clan oraz zaprzyjaźnionych artystów wydany 26 lipca 2011 roku, nakładem wytwórni E1 Music. Na albumie pojawiło się sześciu z ośmiu obecnych członków grupy (bez GZA i Masta Killi), a gościnnie m.in. Sean Price, AZ, Cappadonna, Bronze Nazareth i Killa Sin z grupy Killarmy. Wydawnictwo jest kontynuacją wydanego w 2009 roku albumu "Wu-Tang Chamber Music".
Sesja nagraniowa do Legendary Weapons trwała od 2010 do 2011 roku, a całość została wyprodukowana głównie przez Fizzy’ego Womacka z M.O.P., Andrew Kelly’ego oraz Noah Rubina, a muzykę do niego stworzył The Revelations. Producentem wykonawczym był RZA.
Płyta zadebiutowała na 41. miejscu amerykańskiego notowania Billboard 200 oraz 98. w Kanadzie, sprzedając się w pierwszym tygodniu w ilości 10 tysięcy egzemplarzy

## Lista utworów
1. Raekwon, RZA – "Start the Show"
2. Ghostface Killah – "Laced Cheeba" (gośc. Sean Price, Trife Diesel)
3. Method Man – "Diesel Fluid" (gośc. Cappadonna, Trife Diesel)
4. Ghostface Killah – "The Black Diamonds" (gośc. Killa Sin, Roc Marciano)
5. "Played By The Game" (Interlude)
6. Ghostface Killah – "Legendary Weapons" (gośc. AZ, M.O.P.)
7. Inspectah Deck, U-God – "Never Feel This Pain" (gośc. Tre Williams)
8. Killa Sin – "Drunk Tongue"
9. "The Business" (Interlude)
10. U-God, RZA – "225 Rounds" (gośc. Bronze Nazareth, Cappadonna)
11. Ghostface Killah – "Meteor Hammer" (gośc. Action Bronson, Termanology)
12. "Live Through Death" (Interlude)
13. RZA – "Only The Rugged Survive"
14. "Outro"

## Personel
Opracowano na podstawie źródła.

- RZA – wokal, producent wykonawczy
- Raekwon – wokal
- Ghostface Killah – wokal
- Method Man – wokal
- U-God – wokal
- Inspectah Deck – wokal
- Killa Sin – wokal
- Sean Price – wokal
- Trife Diesel – wokal
- Roc Marciano – wokal
- AZ – wokal
- Billy Danze – wokal
- Fizzy Womack – wokal, producent (utwory: 2, 3, 4, 6, 7, 8, 10, 11)
- Bronze Nazareth – wokal
- Cappadonna – wokal
- Action Bronson – wokal
- Termanology – wokal
- Tre Williams – wokal
- Posido Vega – gitara basowa (utwór: 1)
- Josh Werner – gitara basowa, producent (utwór: 4)
- Chris "Breakfast" Kennedy – gitara (utwór: 1)
- Wes Mingus – gitara
- Borahm Lee – klawisze
- Gintas Janusonis – perkusja
- Geoff Countryman – saksofon (utwory: 7, 11, 13)
- Rick Parker – puzon (utwory: 7, 11, 13)
- Joe Ancowitz – trąbka (utwory: 7, 11, 13)
- The Revelations – muzyka
- Andrew Kelly – producent (utwory: 2, 3, 4, 5, 6, 7, 8, 9, 10, 11, 12)
- Noah Rubin – producent (utwory: 2, 3, 4, 5, 6, 7, 8, 9, 10, 11, 12, 13)
- Gintas Janusonis – producent (utwory: 5, 9, 12)
- Street Radio – producent (utwór: 1)
- DJ Mekalek – skrecze (utwór: 6)

## Notowania
| Rok  | Notowania | Notowania | Notowania | Notowania |
| Rok  | USA 200   | USA R&B   | USA Ind.  | USA Rap   |
| ---- | --------- | --------- | --------- | --------- |
| 2011 | 41        | 10        | 6         | 6         |